# エリック・トミー
エリック・トミー（Erik Thommy，1994年8月20日 - ）は、ドイツ・ウルム出身のサッカー選手。ポジションはMF。スポルティング・カンザスシティ所属。

## 経歴
2013年、FCアウクスブルクのセカンドチームでプロキャリアをスタート。2014年にトップチームに昇格。2015-16シーズンには1.FCカイザースラウテルンへ、2016-17シーズンはSSVヤーン・レーゲンスブルクへ期限付き移籍をして経験を積んだ。
2018年1月18日、VfBシュトゥットガルトに2020年6月までの2年半契約で完全移籍した。トミーが主戦場とする左サイドは浅野拓磨やカルロス・マネらがしのぎを削っていた激戦区だったが、マネの怪我と浅野の不調もあってタイフン・コルクト監督によって抜擢された。2018年8月19日、契約を2022年6月まで2年延長した。
2019年7月10日、フォルトゥナ・デュッセルドルフへ2020年6月まで1年間の期限付き移籍をした。
2022年6月23日、スポルティング・カンザスシティに移籍した。